# Trosky
Trosky är en kulle i Tjeckien.   Den ligger i regionen Liberec, i den centrala delen av landet, 70 km nordost om huvudstaden Prag. Toppen på Trosky är 480 meter över havet, eller 177 meter över den omgivande terrängen. Bredden vid basen är 4,5 km.
Terrängen runt Trosky är platt åt sydväst, men åt nordost är den kuperad.Runt Trosky är det ganska glesbefolkat, med 23 invånare per kvadratkilometer. Närmaste större samhälle är Turnov, 9,3 km nordväst om Trosky. Trakten runt Trosky består till största delen av jordbruksmark.